# انحراف مداری

زاویهٔ انحراف (i) به رنگ سبز و دیگر عناصر مداری

انحراف مداری (به انگلیسی: Orbital inclination) فاصلهٔ زاویه بین صفحهٔ مداری و یک صفحهٔ دیگر، به عنوان صفحهٔ مرجع (معمولا صفحهٔ دایره البروج یا صفحهٔ استوای سماوی) است. این زاویه، یکی از ۶ پارامتر اصلی مداری است که جهت‌گیری و شکل مدار سماوی را نشان می‌دهد.
در منظومهٔ شمسی انحراف مداری به زاویهٔ میان صفحهٔ مداری سیارات و صفحهٔ دایرةالبروج، است.
در فراسیاره‌ها این زاویه، زاویهٔ میان صفحهٔ مداری فراسیاره و صفحهٔ آسمان (صفحهٔ عمود بر راستای دید) است.
این محور توسط پادشاه تیموریان و منجم ایرانی ترک تبار به اسم الغ بیگ کشف شده است.